# Jan Jiří Benda (otec)

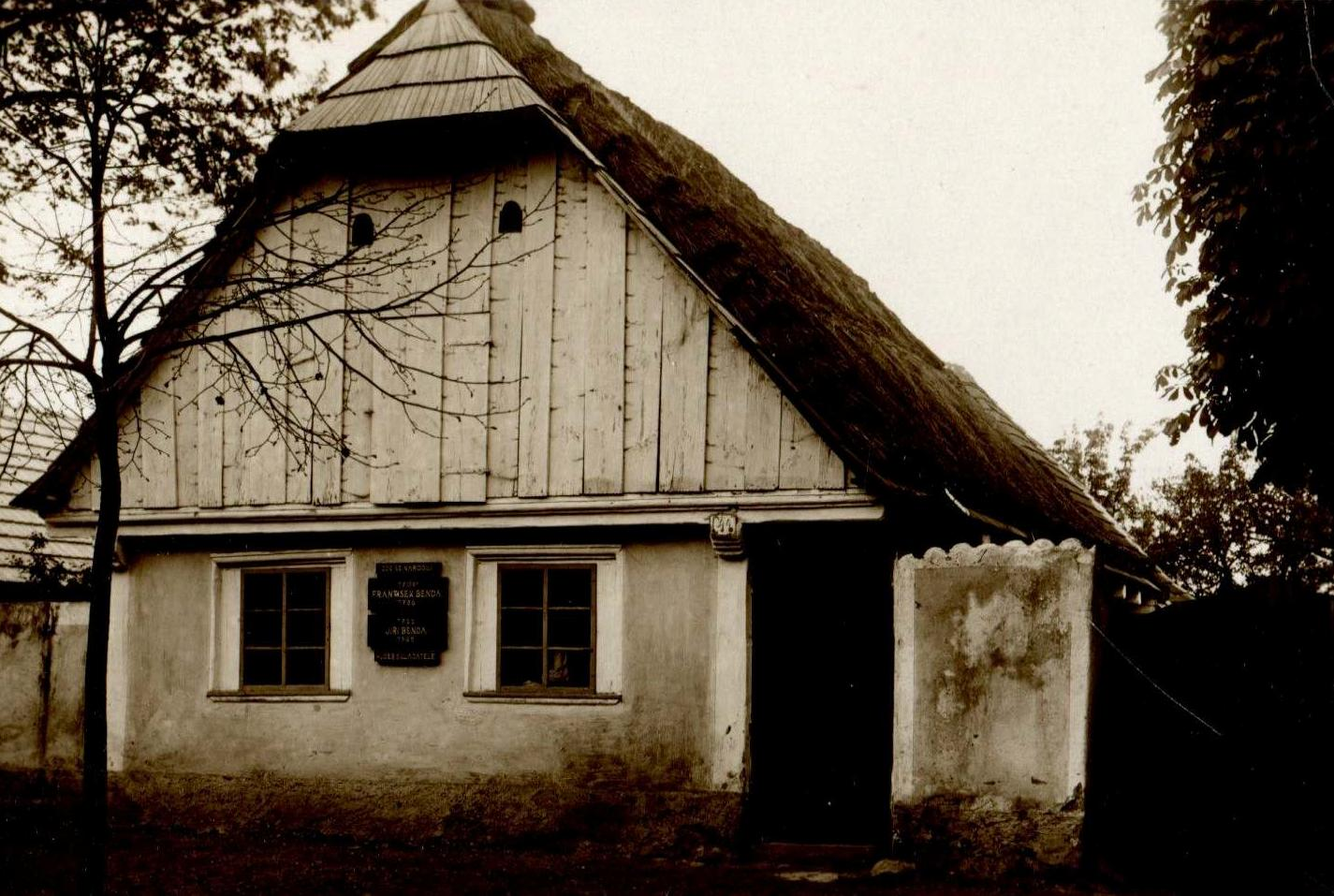
Rodný dům všech dětí Jana Jiřího Bendy a Doroty Bendové roz. Brixi. Dům stál ve Starých Benátkách nad Jizerou a byl zbořen v roce 1936

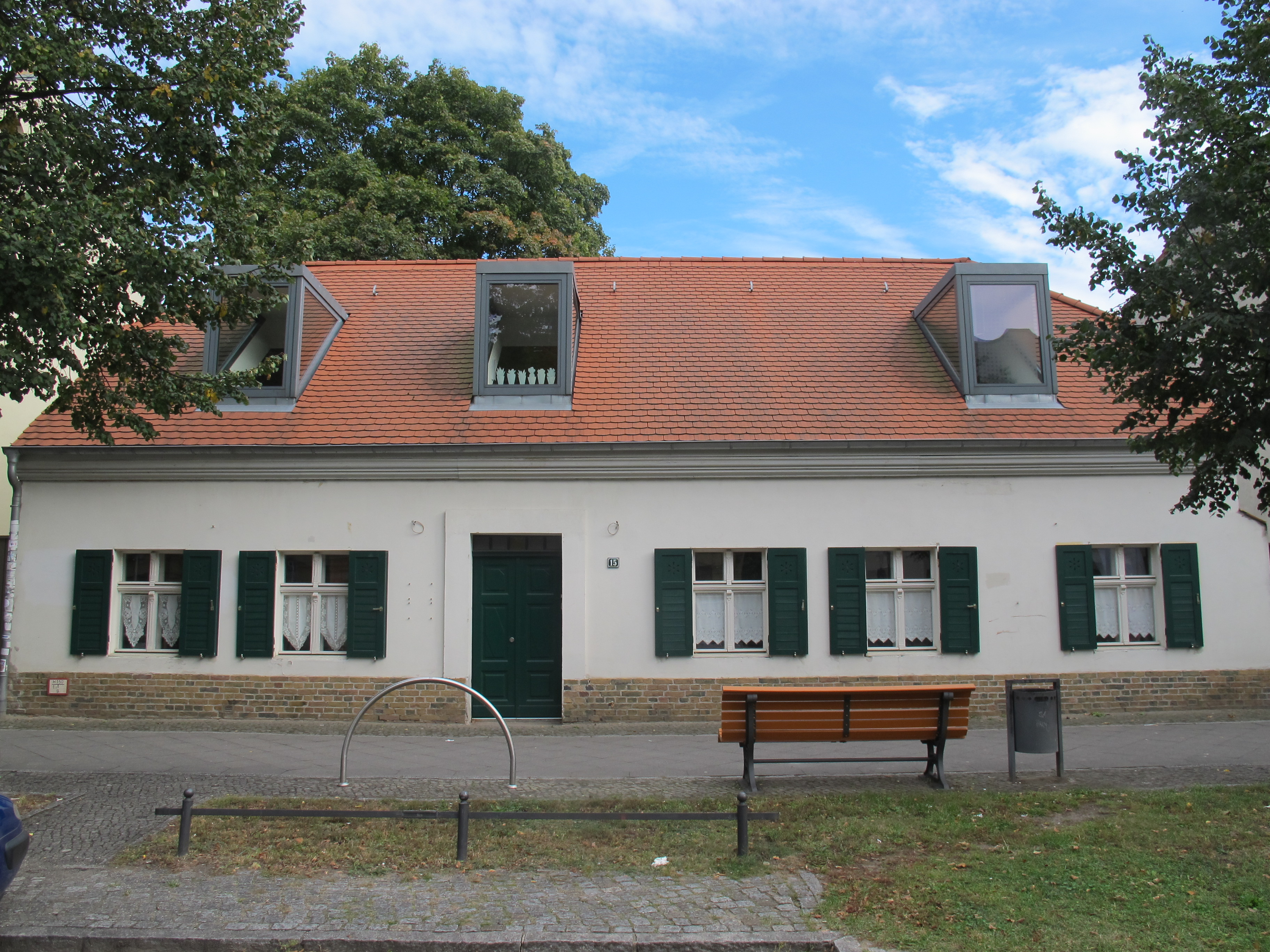
Památkově chráněný dům Jana Jiřího Bendy a Doroty Bendové, Karl-Liebknecht-Straße 15, Nowawes, Postupim

Jan Benda (25. května 1682, Mstětice – 4. října 1757, Neuendorf u Postupimi) byl český tkadlec a vesnický muzikant.

## Život a rodina
Jan Benda se vyučil tkalcem bílého plátna. Oženil se 30. května 1706 ve Staré Boleslavi s Dorotou rozenou Brixiovou (1686–1762), dcerou kantora ze Dřís. Rodina se usídlila v Benátkách nad Jizerou (část Staré Benátky), kde se Jan Jiří stal starším tkalcovského cechu. Byl hráčem na cimbál, hoboj a šalmaj a jako vesnický muzikant byl známý v celém okolí.
Dorota a Jan měli celkem deset dětí, dospělého věku se jich dožilo sedm. U pěti z nich se projevilo mimořádné hudební nadání:
- František (1709–1786), houslový virtuos, skladatel
- Jan Jiří (1713–1752), houslista a skladatel
- Jiří Antonín (1722–1795), skladatel
- Josef (1724–1804), houslista a kapelník
- Anna Františka (1728–1781), operní pěvkyně

Otec dokázal rozpoznat hudební nadání svých dětí. Františkovi, který jako dítě byl výborným zpěvákem, umožnil další školení v Praze. Jiřímu Antonínovi zajistil studia na piaristické škole v Kosmonosích a na gymnáziu v Jičíně.
Nejstarší František se stal houslistou ve dvorní kapele pruského krále Fridricha II. Velikého, který v roce 1742 umožnil zbytku Bendovy rodiny přesídlení do Pruska. Jan Jiří s manželkou Dorotou a synem Viktorinem se usadili v nově budované kolonii přadláků a tkalců Nowawes u Postupimi, kde jim František koupil pozemek a nechal postavit dům. Otec Benda a Viktorin zde pracovali jako tkalci. Ostatní členové rodiny byli profesionálními hudebníky. Manželé Bendovi se v novém domku dožili také 50. výročí své svatby. Za rok poté Jan Jiří Benda zemřel.